# Diradius pallidus
Diradius pallidus är en insektsart som beskrevs av Ross 1984. Diradius pallidus ingår i släktet Diradius och familjen Teratembiidae. Inga underarter finns listade i Catalogue of Life.